# Gabriela Orvošová
Gabriela Orvošová (28 gennaio 2001) è una pallavolista ceca, opposto del VakıfBank.

## Carriera

### Club
La carriera di Gabriela Orvošová inizia a livello giovanile nella formazione del Sokol Šternberk. Appena quindicenne approda nella pallavolo professionistica nella stagione 2016-17, esordendo in Extraliga con l'Olomouc: nel corso di un quadriennio si aggiudica uno scudetto, tre Coppe della Repubblica Ceca e una Middle European League. 
Nel campionato 2020-21 si trasferisce in Polonia, dove è di scena per un biennio con il BKS in Liga Siatkówki Kobiet, restando nella medesima lega anche nell'annata 2022-23, quando passa al Developres Rzeszów, con il quale gioca due campionati e vince una Supercoppa polacca. Nella stagione 2024-25 approda nella Serie A1 italiana con la Roma Club, vincendo la WEVZA Cup e la Challenge Cup, mentre nella stagione seguente si disimpegna in Sultanlar Ligi con il VakıfBank.

### Nazionale
Tra il 2016 e il 2017 viene convocata dalla nazionale ceca under 18 e da quella under 19.
Debutta invece in nazionale maggiore nel 2018, nel corso della European Golden League, dove vince la medaglia d'argento. Un anno dopo vince prima l'oro alla European Golden League e poi l'argento alla Volleyball Challenger Cup. In seguito vince la medaglia d'argento alla European Golden League 2022 e 2024, seguite dall'oro alla Volleyball Challenger Cup.

## Palmarès

### Club
- Campionato ceco: 1

2018-19
- Coppa della Repubblica Ceca: 3

2016-17, 2018-19, 2019-20
- Supercoppa polacca: 1

2022
- Challenge Cup: 1

2024-25
- Middle European League: 1

2018-19
- WEVZA Cup: 1

2024

### Nazionale (competizioni minori)
- European Golden League 2018
- European Golden League 2019
- Volleyball Challenger Cup 2019
- European Golden League 2022
- European Golden League 2024
- Volleyball Challenger Cup 2024